# HD158293
HD158293 — хімічно пекулярна зоря спектрального класу A0, що має видиму зоряну величину в смузі V приблизно  8,9.
Вона  розташована на відстані близько 706,0 світлових років від Сонця.

## Пекулярний хімічний склад
Зоряна атмосфера HD158293 має підвищений вміст 
Cr
.